# Municipio de Wildcat (condado de Elk)
El municipio de Wildcat (en inglés: Wildcat Township) es un municipio ubicado en el condado de Elk en el estado estadounidense de Kansas. En el año 2010 tenía una población de 539 habitantes y una densidad poblacional de 3,93 personas por km².

## Geografía
El municipio de Wildcat se encuentra ubicado en las coordenadas 37°22′12″N 96°20′32″O / 37.37000, -96.34222. Según la Oficina del Censo de los Estados Unidos, el municipio tiene una superficie total de 137.12 km², de la cual 135,47 km² corresponden a tierra firme y (1,2 %) 1,65 km² es agua.

## Demografía
Según el censo de 2010, había 539 personas residiendo en el municipio de Wildcat. La densidad de población era de 3,93 hab./km². De los 539 habitantes, el municipio de Wildcat estaba compuesto por el 95,92 % blancos, el 1,11 % eran amerindios, el 0,19 % eran asiáticos, el 0,74 % eran de otras razas y el 2,04 % eran de una mezcla de razas. Del total de la población el 3,71 % eran hispanos o latinos de cualquier raza.